# Solola Bien
 (juin 2009).
Si vous disposez d'ouvrages ou d'articles de référence ou si vous connaissez des sites web de qualité traitant du thème abordé ici, merci de compléter l'article en donnant les références utiles à sa vérifiabilité et en les liant à la section « Notes et références ».
 (septembre 2016).
Albums de Wenge Musica Maison Mère
Force d'Intervention Rapide Terrain Eza Miné
Solola Bien est le 2e album de Wenge Musica Maison Mère sortie en 1999.
L’album qui établira définitivement la réputation de Maison Mère comme l’un des groupes le plus populaire de l’histoire de la musique congolaise et Werrason comme le « Phénomène ».[non neutre]
Le générique “Solola Bien” est reconnu par les mélomanes comme étant un des meilleurs du musicien[passage promotionnel] et confirme également la place de Bill Clinton et Celeo Scram dans les animateurs congolais[pas clair].Après la tournée européenne en 1999, cet album va propulser Wenge Musica Maison Mère vers un nouveau voyage européen en 2000 dont le concert du Palais-omnisports de Bercy le 16 septembre 2000 après Koffi Olomidé le 19 février[passage promotionnel].
La chanson Vita-imana de Ferré est élue meilleure chanson de l'année 2000 par les chroniqueurs, juste 2 ans après la séparation de Wenge Musica[réf. nécessaire]. La chanson Augustine de Werrason est classée parmi les 5 meilleures chansons africaines qui ont fait le plus danser le Congo depuis 1960.

## Les Chansons
| No  | Titre              | Auteur                   | Durée |
| --- | ------------------ | ------------------------ | ----- |
| 1.  | Solola Bien        | Ngiama Makanda Werrason  | 7:02  |
| 2.  | Cresois            | Ali Mbonda               | 7:31  |
| 3.  | Papson             | Adolphe Dominguez Ebodja | 5:09  |
| 4.  | Koffi Ayiana       | Ngiama Makanda Werrason  | 7:27  |
| 5.  | Vita-Imana         | Ferré Gola               | 7:05  |
| 6.  | Likama             | Didier Masela            | 8:43  |
| 7.  | Augustine          | Ngiama Makanda Werrason  | 7:20  |
| 8.  | Rendez Vous Manqué | Ngiama Makanda Werrason  | 6:18  |
| 9.  | Robert Basende     | Japonais Maladi          | 6:18  |
| 10. | Heritier           | Adolphe Dominguez Ebodja | 8:13  |

[Chanteurs]
- Werrason
- Adolphe Dominguez
- Ferre Gola
- Jdt Mulopwe
- Didier Lacoste
- Baby Ndombe
- Serge Mabiala
- Adjani Sesele

- [Animateurs]
- Bill Clinton Kalonji
- Celeo Scram

- [Guitaristes]
- Flamme Kapaya (Solo, Mi-Solo,Rythmique)
- Japonais Maladi (Solo, Mi-Solo, Rythmique)
- Patient Kusangila (Rythmique)

- [Bassistes]
- Didier Masela
- Japonais Maladi

- [Batteur]
- Papy Kakol

- [Percussionniste]
- Ali Mbonda

- [Synthétiseur]
- Patrick Kallé Synthé